# Tiburon Challenger 2022
Il Tiburon Challenger 2022 è stato un torneo maschile tennis professionistico. È stata la 14ª edizione del torneo, facente parte della categoria Challenger 80 nell'ambito dell'ATP Challenger Tour 2022, con un montepremi di 53 120 $. Si è svolto dal 3 al 9 ottobre 2022 sui campi in cemento del Tiburon Peninsula Club di Tiburon, negli Stati Uniti.

## Partecipanti

### Teste di serie
| Nazionalità | Giocatore        | Ranking* | Testa di serie |
| ----------- | ---------------- | -------- | -------------- |
| Stati Uniti | Denis Kudla      | 100      | 1              |
| Stati Uniti | Stefan Kozlov    | 127      | 2              |
| Stati Uniti | Michael Mmoh     | 134      | 3              |
| Stati Uniti | Ben Shelton      | 177      | 4              |
| Francia     | Enzo Couacaud    | 187      | 5              |
| Cina        | Shang Juncheng   | 197      | 6              |
| Stati Uniti | Ernesto Escobedo | 200      | 7              |
| Stati Uniti | Mitchell Krueger | 207      | 8              |

* Ranking al 26 settembre 2022.

### Altri partecipanti
I seguenti giocatori hanno ricevuto una wild card per il tabellone principale:
- Jonas Eriksson Ziverts
- Patrick Kypson
- Sam Riffice

I seguenti giocatori sono entrati in tabellone come alternate:
- Benjamin Lock
- Giovanni Oradini
- Michail Pervolarakis

I seguenti giocatori sono passati dalle qualificazioni:
- Christian Langmo
- Nick Chappell
- Evan King
- August Holmgren
- Luke Saville
- Alex Michelsen

## Campioni

### Singolare
Zachary Svajda ha sconfitto in finale  Ben Shelton con il punteggio di 2–6, 6–2, 6–4.

### Doppio
Leandro Riedi /  Valentin Vacherot hanno sconfitto in finale  Ezekiel Clark /  Alfredo Perez con il punteggio di 6(2)–7, 6–3, [10–2].